# 泰国僧王
僧王即僧伽拉者（泰語： Sangkharat），泰语全称颂德帕僧伽拉者沙恭摩诃僧伽巴里那裕（泰語： Somdet Phra Sangkharat Sakonlamahasangkhaparinayok，意为“全国僧伽领袖僧王”）是泰国上座部佛教最高领袖，名义上是全国僧侣的统领。除去宗教意义外，僧王于泰国民众心目中享有崇高地位，是为精神领袖。僧王由泰国国王任命，并通过总理副署。
除僧王外，泰国有副僧王、教区尊长、府尊长、县市尊长等宗教管理者，最高僧伽单位为大长老僧伽会（泰語： Mahathensamakhom），共十三位委员，以僧王为主席，四位副僧王担任委员，其余委员由各地方僧伽会推举。
现任泰国僧王为1927年出生的颂德帕摩诃穆尼翁，于2017年2月7日登基。